# Artion Alillari
Artion Alillari (* 11. September 1995 in Pogradec) ist ein albanischer Fußballspieler.

## Karriere
Alillari spielte von 2011 bis 2013 in seiner Heimatstadt im Jugendverein von KS Pogradeci. Anschließend unterschrieb im selben Verein sein Profivertrag. Beim Zweitliga-Verein absolvierte er bis 2020 insgesamt 104 Ligaspiele, in denen er 20 Tore erzielte. 2020 wechselte er zum Hauptstadtclub Dinamo Tirana. Für Dinamo City lief er ein Mal in der U21-Mannschaft in der höchsten Liga auf, spielte ansonsten bei den Profis in der zweiten Liga. Dinamo City gelang in der Saison 2020/21 der Aufstieg in die Kategoria Superiore. Alillari wechselte aber zurück zum KS Pogradeci und spielte somit weiterhin zweitklassig. Im Januar 2022 wurde er dort angeblich wegen mangelnder Disziplin entlassen. Er wechselte zu KS Lushnja, für den er sieben Spiele bestritt. Ab Herbst 2022 spielte er wieder für KS Pogradeci, jetzt in der drittklassigen Kategoria e dytë. Ein Jahr später wechselte er zu KF Tërbuni Puka, ein weiterer drittklassiger Verein.